# Louis Jansenne
Louis Jansenne est un ténor et directeur de théâtre français né à Paris le 13 mars 1809 et mort à Lyon le 22 mars 1890.
Entré à l'école de chant de Choron en 1828, il enseigne lui-même le chant à partir de 1830 et débute à l'Opéra-Comique en 1834.
Sociétaire de la Société des concerts du Conservatoire de 1838 à 1839, il quitte Paris pour le Théâtre de la Monnaie à Bruxelles, où il chante de 1839 à 1841.
Codirecteur de la Monnaie avec Hanssens, Guillemin et Van Caneghem durant un an, il abandonne la scène pour se consacrer à l'enseignement.
Il a composé de nombreuses romances.